# جیمی چپل
جیمی چپل (انگلیسی: Jimmy Chappell; ۲۵ مارس ۱۹۱۵ – ۳ آوریل ۱۹۷۳) بازیکن هاکی روی یخ اهل بریتانیا بود.